# Überrest
Überrest bezeichnet in der Geschichtswissenschaft, in Abwandlung der normalen Wortbedeutung, eine „unabsichtlich“ hergestellte Quelle, also einen Gegenstand oder ein Dokument, der nicht direkt mit dem Zweck hergestellt wurde, Informationen an die Nachwelt zu übermitteln.

## Definition
Der Begriff geht auf die von Johann Gustav Droysen erstellte Quellentypologie und -systematik zurück. Droysen unterscheidet darin unabsichtlich überlieferte Überreste von Denkmälern (bei ihm vor allem Urkunden) und Traditionen, bei denen eine Überlieferungsabsicht gegeben ist. Nach einer von Ernst Bernheim überarbeiteten, vereinfachten Typologie stellen Überreste den Gegenpart zu Traditionsquellen dar, die vornehmlich zum Zweck der absichtlichen Überlieferung hergestellt wurden.
Zu unterscheiden sind:
- Sachüberreste, zum Beispiel Menschen- und Tierleichen, Gebrauchsgegenstände (etwa Werkzeug, Kochgeschirr), Kleidung, Bauten;[2]
- abstrakte Überreste, zum Beispiel Sprache und Namen, Institutionen, Gebräuche;[2]
- schriftliche Überreste, also im Wesentlichen Schriftdokumente für den täglichen Gebrauch, die ohne Überlieferungsabsicht für die Nachwelt produziert worden sind. Beispiele sind: Urkunden, Akten, Alltagsschriftgut.[2]